# Juri Muri v Afriki
Juri Muri v Afriki je pravljica slovenskega pisatelja Toneta Pavčka (O fantu, ki se ni maral umivati). Prvič je izšla leta 1958 pri Mladinski knjigi (COBISS). Ilustrirala jo je Melita Vovk.

## Vsebina
Juri je fant, ki se ni maral umivati. Odločil se je, da se odpravi v Afriko, saj tam
zamorci neumiti brez vode, brisač žive.
Do tja sta mu pomagala kokoš in galeb. Na črni celini je srečal zveri: risa, opico, slona, zebro, nosoroga, krokodila. Da bi se jim skril, je zaril glavo v pesek in potočil solzo. K njemu je pristopil noj in se mu je ponudil, da mu bo razkazal deželo. Na njegovem hrbtu sta potovala po Afriki in spoznavala nove živali. Vse so mu bile naklonjene in mu prinašale hrano. Dečku je bilo najbolj všeč to, da se mu ni bilo potrebno umivati, namreč
oče slon nikdar ne vpraša, če se zjutraj je umil, mu s pregledi prizanaša in nasploh je ljubezniv.
Nekega torka sta s slonom prispela do Nila, v katerem se je hladil krokodil in bil od blatne kopeli ves umazan. Juri-Muri se mu je posmehnil, kako je umazan. Tedaj pa se je krokodil razjezil in stopil proti njemu. Slon je zamahnil z rilcem, da bi pregnal krokodila, pri tem pa je deček Juri padel z njegovega hrbta in mu poškodoval dragoceni okel. Slon se je razjezil, saj ga ni le poškodoval, ampak je celo užalil krokodila, in ga poškropil z vodo. Vse živali so se Juriju posmehovale. Razočaran se je odpravil peš na pot in prispel do zamorcev. Ko ga je poglavar zagledal, je svojemu ljudstvu naročil, da morajo dečka takoj umiti, da vidijo, ali je bel, črn ali rjav. Umivali so ga celo leto, nato pa ga je rešil noj. Od tedaj se je Juri spremenil, kar naprej bi se umival, saj se je privadil vode. Ker pa v Afriki ni ne vode ne brisače, se je odločil, da se bo vrnil domov, še prej pa se živalskim prijateljem opraviči za nevšečnosti.
Zdaj je fant čistoče vzor, verje naj mi, kdor ni nor.

## Interpretacija literarnega lika
Juri Muri je pomemben literarni lik v mladinski književnosti, saj se z njim lahko poistoveti vsak otrok. Marsikateri otrok se ne mara umivati in veliko jih sanjari o potovanju v oddaljene kraje ter srečanju z eksotičnimi živalmi. Pavček otrokom skozi verze sporoči, da je osebna higiena zelo pomembna in da se ji ni moč izogniti. Jurija Murija pa lahko primerjamo tudi z nekaterimi drugimi pravljičnimi junaki, na primer Mižkom Figo (Ljudmila Prunk - Utva: Mižek Figa gre po svetu) in Rokcem (Lojze Kovačič: Rokec na drugem koncu sveta).

## Izdaje
- 1958: prva izdaja

## Nadaljevanje
Priljubljena slikanica je leta 2001 dobila svoje nadaljevanje z naslovom Juri Muri drugič v Afriki.